# Willie McCulloch
Willie McCulloch (Bannockburn, Escocia; 7 de enero de 1948-9 de diciembre de 2023) fue un jugador y entrenador de fútbol [[Reino Unido|británico que jugó en la posición de centrocampista.

## Carrera

### Jugador
| Periodo   | Club               |
| --------- | ------------------ |
| 1967-1969 | Camelon Juniors FC |
| 1969-1973 | Alloa Athletic FC  |
| 1973–1981 | Airdrieonians      |
| 1981–1982 | Berwick Rangers FC |

### Entrenador
| Periodo   | Club           |
| --------- | -------------- |
| 1983–1984 | Cowdenbeath FC |

## Logros
- Airdrieonians Hall of Fame[1]